# Deborah Jin

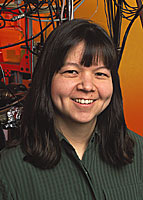
Deborah Jin (2011)

Deborah S. Jin (* 15. November 1968 in Stanford, Kalifornien; † 15. September 2016 in Boulder, Colorado) war eine US-amerikanische Physikerin am National Institute of Standards and Technology (NIST).

## Leben und Wirken
Jin erwarb 1990 an der Princeton University einen Bachelor und 1995 an der University of Chicago einen Ph.D. in Physik. Als Postdoc arbeitete sie am National Research Council. Seit 1997 war sie Assistenzprofessorin am Department of Physics der University of Colorado und gehörte dem Joint Institute for Laboratory Astrophysics (JILA) an, einer Kooperation des NIST und der University of Colorado.
Deborah Jin leitete die Arbeitsgruppe, die das erste Bose-Kondensat aus fermionischen Atomen herstellte.
Deborah Jin war verheiratet. Sie starb an Krebs.

## Auszeichnungen
Jin erhielt 2002 den NAS Award for Initiatives in Research und den Maria Goeppert-Mayer Award der American Physical Society (APS) und 2003 das prestigeträchtige MacArthur Fellowship („genius grant“). 2005 erhielt sie den I. I. Rabi Prize. Ebenfalls 2005 wurde sie in die National Academy of Sciences gewählt und war dort für einige Jahre jüngstes Mitglied, 2007 folgte ihre Wahl in die American Academy of Arts and Sciences. 2008 erhielt sie die Benjamin Franklin Medal. Für 2013 wurde ihr ein UNESCO-L’Oréal-Preis zugesprochen. 2014 erhielt sie den Comstock-Preis für Physik und die Isaac-Newton-Medaille. Seit 2015 zählte sie Thomson Reuters zu den Favoriten auf einen Nobelpreis für Physik.